# Mach-Tech és Ipar Napjai Kiállítás
A Mach-Tech és Ipar Napjai Kiállítás évente megrendezett ipari szakkiállítás.

## Színhelye
A kiállítás minden évben a Hungexpo-Budapesti Vásárközpontban kerül megrendezésre, az egykori BNV színhelyén. 

## Története
2017-ben Magyarország legnagyobb ipari seregszemléje volt, amelyen valamennyi olyan ágazat részt vett, amely vezető szerepet játszik az ipari digitalizáció, más néven az ipar 4.0 térhódításában. A szerszámgépes és más gépipari szereplők, a robotgyártók, az elektronikai vállalatok, a logisztika képviselői, a vezérlések megvalósítói egyaránt nagy számban voltak jelen.
A kiállítást 2025-ben is megrendezték.